# Zdenka Kramplová
Zdenka Kramplová (* 7. August 1957 in Krupina, Banskobystrický kraj, Tschechoslowakei) ist eine slowakische Politikerin.

## Biografie
Nach dem Schulbesuch studierte sie von 1976 bis 1981 Agrarwissenschaft an der Landwirtschaftlichen Hochschule von Plowdiw.
Zdenka Kramplová, die Mitglied der Bewegung für eine demokratische Slowakei (ĽS-HZDS) ist, wurde im Juni 1992 zunächst Beraterin von Ministerpräsident Vladimír Mečiar und behielt dieses Amt bis zu dessen Abwahl im März 1994. Nachdem Mečiar im November 1994 wiederum zum Ministerpräsidenten gewählt worden war, wurde sie Leiterin der Regierungskanzlei.
Im Rahmen einer Kabinettsumbildung wurde sie dann am 25. Mai 1997 von Ministerpräsident Mečiar als Nachfolgerin von Pavol Hamžík zur Außenministerin in dessen Kabinett berufen und gehörte diesem bis zum Ende von Mečiars Amtszeit am 30. Oktober 1998 an. Kurz vor seinem Ausscheiden aus dem Amt ernannte Mečiar sie zur slowakischen Botschafterin in Kanada, doch wurde sie durch die folgende Regierung im Mai 1999 wieder von dem Posten abberufen, ohne dass sie ihre Akkreditierung an die kanadische Regierung hatte übergeben können. Bei der Rückkehr nach Bratislava weigerte sie sich zunächst, ihren Diplomatenpass auszuhändigen.
Am 4. Juli 2006 wurde sie Mitglied des Nationalrates der Slowakischen Republik und gehörte diesem bis zu ihrer Ernennung zur Landwirtschaftsministerin in der Regierung von Ministerpräsident Robert Fico an. Diese Funktion hatte Kramplová vom 27. November 2007 bis 18. August 2008 inne.
Am 18. August 2008 nahm sie dann wieder ihr Mandat im Nationalrat auf.